# Tumultos antimuçulmanos de 2018 no Sri Lanka
Os tumultos antimuçulmanos no Sri Lanka foram uma série de distúrbios religiosos no Sri Lanka contra muçulmanos que começaram na cidade de Ampara em 26 de fevereiro de 2018 e no distrito de Kandy a partir de 2 de março até o final em 10 de março de 2018. Cidadãos muçulmanos, mesquitas e outras propriedades foram atacadas por multidões de budistas cingaleses, e multidões de muçulmanos atacaram templos budistas e cidadãos cingaleses. O governo do Sri Lanka empreendeu uma forte repressão aos distúrbios, impondo um estado de emergência e mobilizando as Forças Armadas do Sri Lanka para ajudar a polícia nas áreas afetadas. A situação foi controlada em 9 de março. Duas mortes e dez feridos foram relatados entre cingaleses, muçulmanos e policiais. Segundo a polícia, foram registrados 45 incidentes de danos a casas e empresas, enquanto quatro locais de culto foram atacados. A polícia prendeu 81 pessoas relacionadas aos tumultos. 